# Caubeyres
Caubeyres är en kommun i departementet Lot-et-Garonne i regionen Nouvelle-Aquitaine i sydvästra Frankrike. Kommunen ligger i kantonen Damazan som tillhör arrondissementet Nérac. År 2022 hade Caubeyres 273 invånare.

## Befolkningsutveckling
Antalet invånare i kommunen Caubeyres
| Referens: INSEE |